# DIAMOND SIGNAL
DIAMOND SIGNAL（ダイヤモンドシグナル）は、ダイヤモンド社が運営する日本のオンラインビジネスメディア、ニュースサイトである。

## 概説
創刊は2020年7月。「新産業の創造に取り組む“挑戦者”にフォーカスするオンライン・ビジネスメディア」をうたい、スタートアップ・ベンチャー企業を中心にした新産業領域のビジネスについて報じている。2019年に「ダイヤモンド・オンライン」の1カテゴリとしてスタートし、2020年7月に新媒体として独立した。
記事はスタートアップの資金調達やプロダクト紹介などが中心だが、2021年にはプロサッカー選手で投資家の本田圭佑らが出資するスタートアップ・WEINにおける組織崩壊騒動やフードデリバリーサービス・Uber Eatsの外国人配達員問題を報じたことで話題を集めた。
2024年1月をもってダイヤモンド・オンラインと統合した。